# Michael Szwarc
Michael M. Szwarc (* 9. Juni 1909 in Bedzin, Polen; † 4. August 2000) war ein US-amerikanischer Polymer-Chemiker.
Szwarc stammte aus einer jüdischen Familie und erhielt 1932 einen Abschluss als Chemieingenieur an der Technischen Universität in Warschau. 1935 wanderte er nach Palästina aus und wurde 1942 in organischer Chemie an der Hebräischen Universität in Jerusalem promoviert. Danach ging er zur Forschungsgruppe von Michael Polanyi an der Universität Manchester, wo er 1947 ein zweites Mal promoviert wurde (Ph. D.) – in Physikalischer Chemie. 1949 erhielt er einen D.Sc. der Universität Manchester und wurde dort Senior Lecturer. 1952 ging er in die USA als Professor für Physikalische Chemie und Polymerchemie an der State University of New York (SUNY). 1967 gründete er dort das Zentrum für Polymerforschung, das er bis zu seiner Emeritierung 1979 leitete. Er forschte danach am Loker Hydrocarbon Research Institute der University of Southern California.
1956 prägte er den Begriff Lebende Polymerisation (Living Polymerisation) in einem Nature-Artikel und machte dies zu seinem Forschungsprogramm.
1966 wurde er Mitglied der Royal Society und 1988 der polnischen Akademie der Wissenschaften. 1970 erhielt er den ACS Award in Polymer Chemistry, 1991 den Kyoto-Preis. Er war vierfacher Ehrendoktor (Löwen, Uppsala, Pasteur-Institut, Jagiellonische Universität).

## Publikationen
- Ionic polymerization fundamentals. Hanser, München 1996, ISBN 3-446-18506-2.
- mit Marcel van Beylen: Ionic polymerization and living polymers. Chapman and Hall 1993, ISBN 94-011-1478-1.
- Carbanions, living polymers and electron transfer processes. Interscience, New York 1968, ISBN 0-470-84305-5.